# Припрема текста за штампу
Припрема текста за штампу је процес уређивања текста за почетак штампарског поступка.

## Развој штампарства
У старим вековима, после освајања Александра Великог, умножавање и трговина преписиваном литературом била је најживља у Александрији, Египту, а у доба Римске империје, библиополи су у Риму снажно развијали послове умножавања и преписа списа.
У вековима након пропасти Римског царства, прешла је сва или делимична власт у руке свештенства. Умножавања су углавном ограничавана на црквене књиге и молитвенике, а обављана су у манастирима. У нашим манастирима су већ у 11. веку биле преписиване многе црквене књиге, тако да је на нашим просторима ова област почела значајније да се развија.
Од четвртог века, након што је пронађен начин израде пергамента, папирус се употребљавао само за списе мање важности, док је за важнија документа коришћен искључиво пергамент. Почетак припреме текста за штампу датира из петог века. Тада је већ употребљаван пергамент, а потом примитивно израђена хартија. Преписивани листови су означавани бројевима и слагани по реду један на други. Након завршетка преписа књиге, скуп листова се прошивао на једном крају, траком. Тако ушивене листове су улагали у корице, да би их заштититили од гужвања. Пошто је књига добила свој данашњи облик, радило се на усавршавању изгледа корица.

## Припрема текста за штампање машинским путем
Претпоставља се да почеци штампања у Европи сежу у време 11. века. Припрема текста за штампу са клишеом од дрвета рађена је дуборезом, а људи који су се бавили тим послом звали су се ксилографи (дрворесци). Поступак се сводио на то да је на плочи од тврдог дрвета ручним алатом одстрањивано дрво на местима где би на отиску требало да буде белина, тако да је остала површина била равна и погодна за остављање отиска. Садржај странице се урезивао тако да изгледа као одраз правог лика у огледалу. Штампање се вршило на тај начин сто би се преко припремљеног клишеа премазала боја (ваљком обложеним фином кожом) и поставио папир тако да се не помера, а преко њега добро углачана, танка кожа. Поступак саме штампе се сводио на пажљиво трљање, специјално обрађеном кости, целе површине хартије преко клишеа. Овакав начин штампе се показао као изузетно непрактичан и спор због честог померања хартије на којој се штампа, тако да је отисак неуредан и нечитак. Даљи развој овог поступка се сводио на усавршавање клишеа и материјала од којих се она праве, тако да се напредак очитавао у употреби бакра и сличних метала згодних за обраду.
Први дрворези су били прилично слаби, али су великом брзином били усавршавани до уметности, тако да су 1450. до 1460. већ оснивани струковни еснафи мајстора за израду клишеа и штампе. 1440. године почиње ера машинског умножавања списа и књига. Те године је Јохан Гутенберг у Стразбуру, изумео ручни апарат за изливање појединачних слова од растопљеног олова и пресу за прављење отисака. Он је 1448. формирао своју прву штампарију. Гутенберговим изумом 1440. године установљени су основни методи штампања који су претходили овим данашњим.

## Техника офсет штампе данас
Офсет штампа је техника којом се боја преноси са штампарске плоче прво на гумени ваљак а онда на површину која се штампа (папир). Алуминијумска плоча пресвучена хемикалијом осетљивом на светлост се осветљава преко филма у копир апарату или (што је савременији процес) преко ЦТП система за осветљавање. После развијања плоче, површине које се штампају привлаче боју а нештампајуће површине привлаче воду. Плоча се затим монтира на цилиндар у штампарској машини. Следећи корак је влажење плоче ваљцима за влажење. Површине које се штампају неће бити навлажене већ ће у следећем кораку примити слој боје који се наноси помоћу ваљка за боју. Штампарска боја и вода се не мешају. Плоча не долази у директан контакт са папиром већ преноси отисак на ваљак пресвучен гумом. У следећем кораку се одвија штампање. Боја се са гуме преноси на папир који пролази између цилиндра са гумом и цилиндра за притисак.
Да би што боље искористили површину папира и да би цена одштампаног документа била економски разумна користе се стандардни формати папира, (нпр. за израду флајера, плаката, визит карти). Зато је потребно бринути о следећим стварима:
- формат документа који се монтира
- да ли има полеђину
- колико је препуштено за обрез
- да ли се лакира
- да ли се пластифицира
- да ли се савија
- да ли се бигује
- да ли се перфорира
- да ли се штанцује
- да ли се рицује[5]

## Припрема текста за штампу
Брзина и квалитет крајњег производа ограничене су квалитетом припреме за штампу. Прво се извршава генеричка провера текста и уколико је све у реду креће се са процесом монтаже и штампе. Припрема за штампу се затим осветљава на плоче директно у штампарској машини. На овај начин се избегавају грешке у пасовању плоча које могу произаћи из људског фактора и резултат је много квалитетнији и оштрији отисак. У самом поступку штампе, на табак се наносе, одређеним редоследом, основне процесне боје. Прецизним мерењем и контролом се подешава количина наноса процесних боја и тако се постиже тачност неке нијансе на финалном отиску. По наношењу боја на табак следи њихово сушење и евентуални нанос додатних премаза, на пример УВ лака. Ови додатни наноси служе за заштиту квалитета одштампаног материјала од излагања Сунцу, механичких оштећења и слично.
Штампарска технологија користи четири процесне боје за репродукцију слика - светло плаву (Cuan), пурпурну (Magenta), жуту (Yellow) и црну (Black) – такозвани CMYK.
модел. При штампању треба обратити пажњу на одабир и коришћење спот боја. Спот боје се мешају и праве попут фарби и штампају се посебно. За најбоље резултате потребно је користити основне палете боја и евентуално неке процесне колор карте. При коришћењу светлијих боја избегавати боје које користе мање од 10% било које процесне боје пошто оне у штампи изгледају много светлије. Важно је напоменути да боје на пробним отисцима који су одштампани на колорним ласерским и инкџет штампачима нису верне штампаном отиску.
Пресликавање боја, или апциговање, јавља се када се на полеђини табака преслика боја са табака на коме лежи. Обично се јавља применом притиска приликом сечења, али се може појавити и при самом слагању табака. Пресликавање је узроковано чињеницом да је боја на табаку још увек свежа и влажна приликом руковања. Иако се може избећи пластификацијом или лакирањем, препоручљиво је да се обрати пажња које се боје користе у припреми.
Фотографије и слике морају задовољавати одређене критеријуме да би се одштампале како се то од њих и очекује. Потребно је водити користите квалитетне фотографије јер у нашој штампи се могу уочити најмање грешке и варијације у колору.
Графичке апликације данас су много компликованије него раније. Многе од њих садрже неке функције које нису компатибилне са данашњом технологијом штампе.
Веома је важно подесити формат током  припреме. Добра је пракса да се сви важни објекти на страни држе најмање 4 мм од ивице формата односно превоја и перфорације, у такозваној безбедној зони.
При изради књига и брошура обратити пажњу да се свака страна прави као посебна у свом документу.
У изради књига и брошура препоручљиво је да маргине буду минимално 10 мм. Уколико је реч о обостраној штампи, број страна мора бити паран, уколико је изабрани повез кламер, број страна мора бити дељив са 4.